# 1787 v loďstvech
Tento článek obsahuje významné události v oblasti loďstev v roce 1787.

## Lodě vstoupivší do služby
- 16. srpna –  HMAV Bounty – pancéřová fregata